# مطاط النتريل
مطاط النتريل Nitrile rubber المعروف أيضًا باسم مطاط النتريل بوتادين ، NBR ، Buna-N ، ومطاط أكريلونيتريل بوتادين ، هو مطاط صناعي مشتق من الأكريلونيتريل (ACN) والبوتادين. تشمل الأسماء التجارية Perbunan و Nipol و Krynac و Europrene . هذا المطاط غير معتاد فله  مقاومته للزيت والوقود والمواد الكيميائية الأخرى.
يتم استخدام مطاط النتريل  في صناعة السيارات والطيران لصنع خراطيم  الوقود وأنابيب الزيت ، و مانعات التسرب، والحلقات ، وخزانات الوقود ذاتية الغلق. يتم استخدامه في الصناعات  النووية لصنع القفازات الواقية. إن استقرار مطاط النتريل  في درجات حرارة عالية من −40 إلى 108 °م (−40 إلى 226 °ف) يجعلها مادة مثالية لتطبيقات الطيران. يستخدم النتريل بوتادين أيضًا في إنتاج السلع المصبوبة ، والأحذية ، والمواد اللاصقة ، ومانعات التسرب ، والإسفنج ، والرغاوي الممتدة ، وحصائر الأرضيات.
تجعل مرونة  مطاط النتريل مادة مفيدة لمعامل معالجة  النفايات   والتنظيف وقفاذات  الفحص. مطاط النتريل أكثر مقاومة من المطاط الطبيعي للزيوت والأحماض ، وله صلابة  فائقة ، ولكنه يتمتع بمرونة أقل. وبالتالي ، فإن قفازات النتريل أكثر مقاومة للثقب من القفازات المطاطية الطبيعية ، خاصة إذا كانت تتحلل بسبب التعرض للمواد الكيميائية أو الأوزون .  مطاط النتريل أقل عرضة للتسبب في حساسية لبعض الناس من المطاط الطبيعي. 

## التاريخ
تم تطوير مطاط النتريل في عام 1931 في BASF وBayer ، ثم جزء من تجمع الشركات  الكيميائية IG Farben . بدأ أول إنتاج تجاري في ألمانيا عام 1935.

## الإنتاج

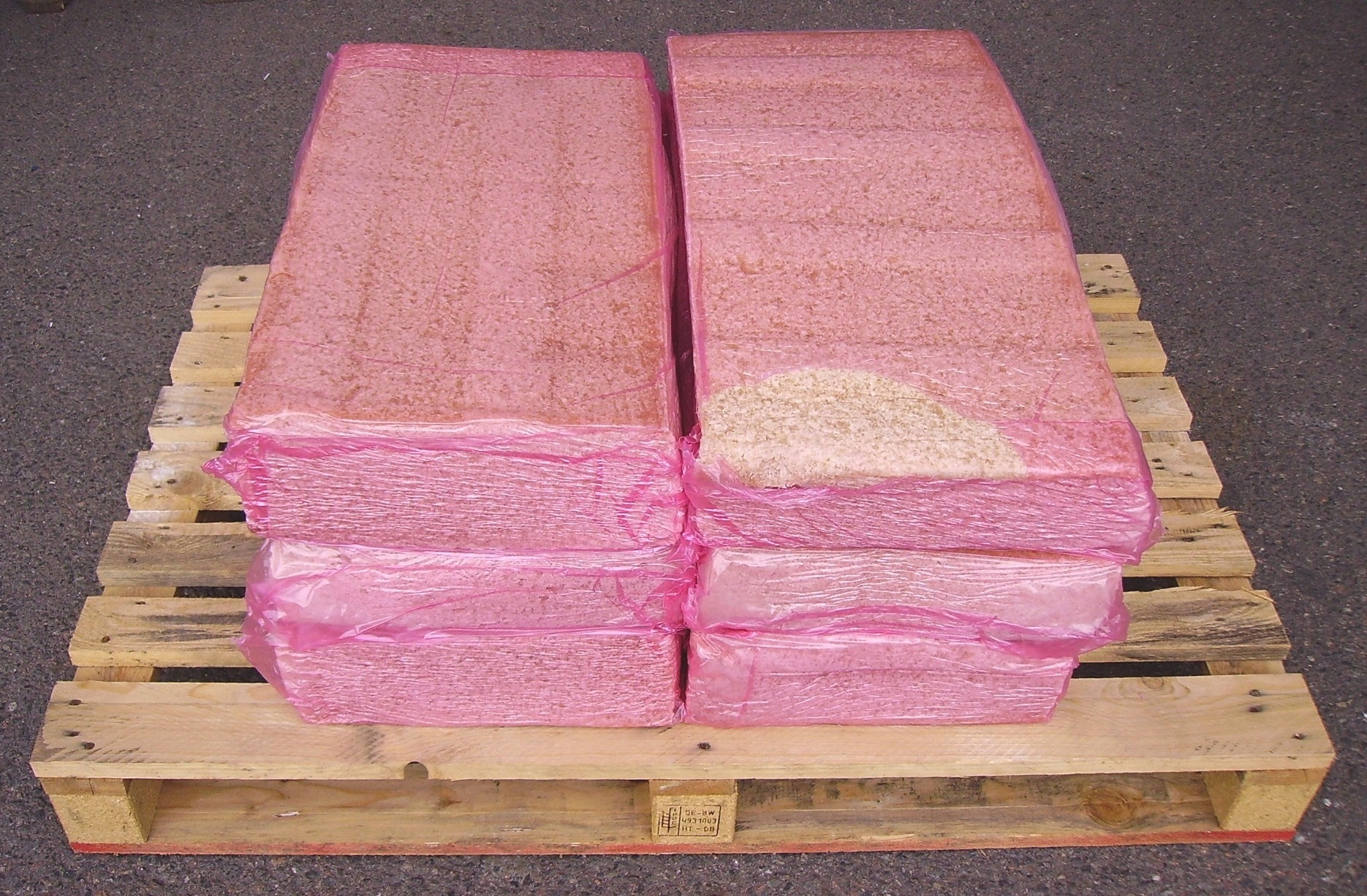
Krynac 33110 F بالات مطاط النتريل

يتم إضافة مستحلب (صابون) ، أكريلونيتريل ، ومونومرات بوتادين مختلفة (بما في ذلك 1.3-بوتادين ، 1،2-بوتادين ) ، ومنشطات توليد جذرية ، ومحفز إلى أوعية البلمرة في إنتاج مطاط تنريل  الساخن. يعمل الماء كوسيط تفاعل داخل الوعاء. يتم تسخين الخزانات إلى 30-40 درجة مئوية لتسهيل تفاعل البلمرة وتعزيز تكوين الفروع في البوليمر. نظرًا لأن العديد من المونومرات القادرة على نشر التفاعل والتوسط  في إنتاج مطاط النتريل ، يمكن أن يختلف تكوين كل بوليمر (اعتمادًا على تركيز كل مونومر يضاف إلى خزان البلمرة والظروف داخل الخزان). قد لا توجد وحدة بنيائية مكررة  في جميع أجزاء البوليمر بأكمله. لهذا السبب ، لا يوجد أيضًا اسم تعريف  IUPAC للبوليمر العام.
عادة ما يُسمح للمونمرات بالتفاعل لمدة 5 إلى 12 ساعة. يُسمح للبلمرة بالمضي قدمًا في التحويل إلى نسبة  نحو 70٪ قبل إضافة عامل «توقف قصير» (مثل ثنائي ميثيل ديثيوكربامات وثنائي إيثيل هيدروكسيل أمين) للتفاعل مع الجذور الحرة المتبقية. بمجرد أن يتم «إيقاف قصير» لمادة اللاتكس الناتجة  تتم إزالة المونومرات غير المتفاعلة عن طريق  بخار يخرج من جهاز حجز الشوائب . يقترب استرداد المونومرات غير المتفاعلة من 100٪ . بعد استعادة المونومر ، يتم إرسال مادة اللاتكس عبر سلسلة من المرشحات لإزالة المواد الصلبة غير المرغوب فيها ثم إرسالها إلى خزانات المزج حيث يتم تثبيتها بمضادات الأكسدة . تتم بلمرة  البوليمر الناتج عن ذلك باستخدام نترات الكالسيوم وكبريتات الألومنيوم وعوامل التخثر الأخرى في خزان الألومنيوم. يتم بعد ذلك غسل المادة المتبلمرة  وتجفيفها كقطع صغيرة من  المطاط..
تشبه عملية إنتاج مطاط الريل   البارد إلى حد بعيد تلك الخاصة بـمطاط النتريل  الساخن. يتم تسخين خزانات البلمرة – 5-15 درجة مئوية بدلاً – 30-40 درجة مئوية. في ظل ظروف درجات الحرارة المنخفضة ، سيتشكل تفرع أقل في البوليمرات (مقدار التفرع يميز مطاط النتريل  البارد عن مطاط النتريل  الساخن).

## الخصائص
عادة ما تكون المادة الخام صفراء ، على الرغم من أنها يمكن أن تكون ملونة أيضًا باللون البرتقالي أو الأحمر ، اعتمادًا على الشركة المصنعة. استطالة حتى  الكسر ≥ 300٪ ويمتلك قوة شد ≥ 10 نيوتن / مم 2 (10 ميجا باسكال). يتمتع مطاط  النتريل بمقاومة جيدة للزيوت المعدنية والزيوت النباتية والبنزين / والنفط  والأحماض والقلويات المخففة العادية.
عامل مهم في خصائص مطاط النتريل  هو نسبة مجموعات الأكريلونيتريل إلى مجموعات البوتادين في العمود الفقري للبوليمر ، والمشار إليها باسم محتوى ACN. كلما انخفض محتوى ACN ، انخفضت درجة حرارة التزجج ؛ ومع ذلك ، فكلما زاد محتوى ACN ، زادت مقاومة البوليمر للمذيبات غير القطبية كما هو مذكور أعلاه. تتطلب معظم التطبيقات التي تتطلب مقاومة المذيبات ومرونة درجات الحرارة المنخفضة محتوى ACN بنسبة 33٪.
| الخاصية                | قيمة                                |
| ---------------------- | ----------------------------------- |
| مظهر                   |                                     |
| صلابة ، شور أ          | 90-30                               |
| إجهاد فشل الشد ، نهائي | 2500-500 رطل لكل بوصة مربعة         |
| استطالة بعد الكسر في ٪ | 600 % كحد أقصى                      |
| كثافة                  | يمكن أن تتضاعف حول 1.00 جرام / سم 3 |

## التطبيقات

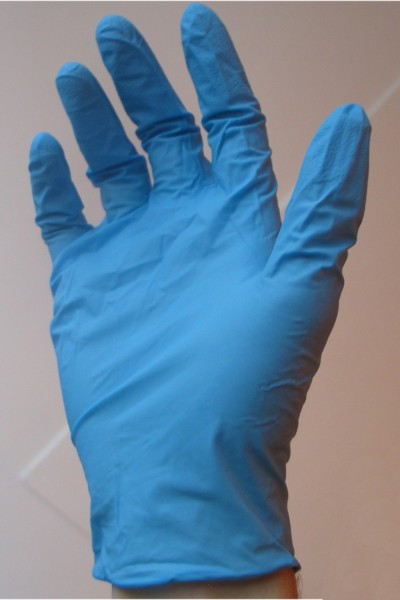
قفاز مطاطي من النتريل يمكن التخلص منه.

تشمل استخدامات مطاط النتريل قفازات غير لاتكس يمكن التخلص منها  بسهولة، وأحزمة نقل للسيارات ، وخراطيم ، وحلقات O ، وحشيات ، وموانع تسرب الزيت ، وأحزمة V ، والجلود الاصطناعية ، وبكرات شكل الطابعة ، وكغطاء للكابلات ؛ يمكن أيضًا استخدام مطاط النتريل لاتكس  في تحضير المواد اللاصقة وكمادة صبغ.
على عكس البوليمرات المخصصة للابتلاع ، حيث يمكن أن يكون للتغيرات  الصغيرة في التركيب / التركيب الكيميائي تأثير واضح على الجسم ، فإن الخصائص العامة لـ مطاط النتريل  غير حساسة للتركيب. عملية الإنتاج نفسها ليست معقدة بشكل مفرط ؛ تتطلب عمليات البلمرة واستعادة المونومر والتخثر بعض الإضافات والمعدات ، ولكنها نموذجية لإنتاج معظم المطاط. .  الجهاز الضروري بسيط وسهل الحصول عليه.
في يناير 2008 ، فرضت المفوضية الأوروبية غرامات بلغ مجموعها 34.230.000 يورو على مجموعتي Bayer و Zeon لتحديد أسعار مطاط النتريل بوتادين ، في انتهاك لحظر الاتحاد الأوروبي على الكارتلات والممارسات التجارية التقييدية (المادة 81 من معاهدة الاتحاد الأوروبي والمادة 53 من اتفاقية المنطقة الاقتصادية الأوروبية). 

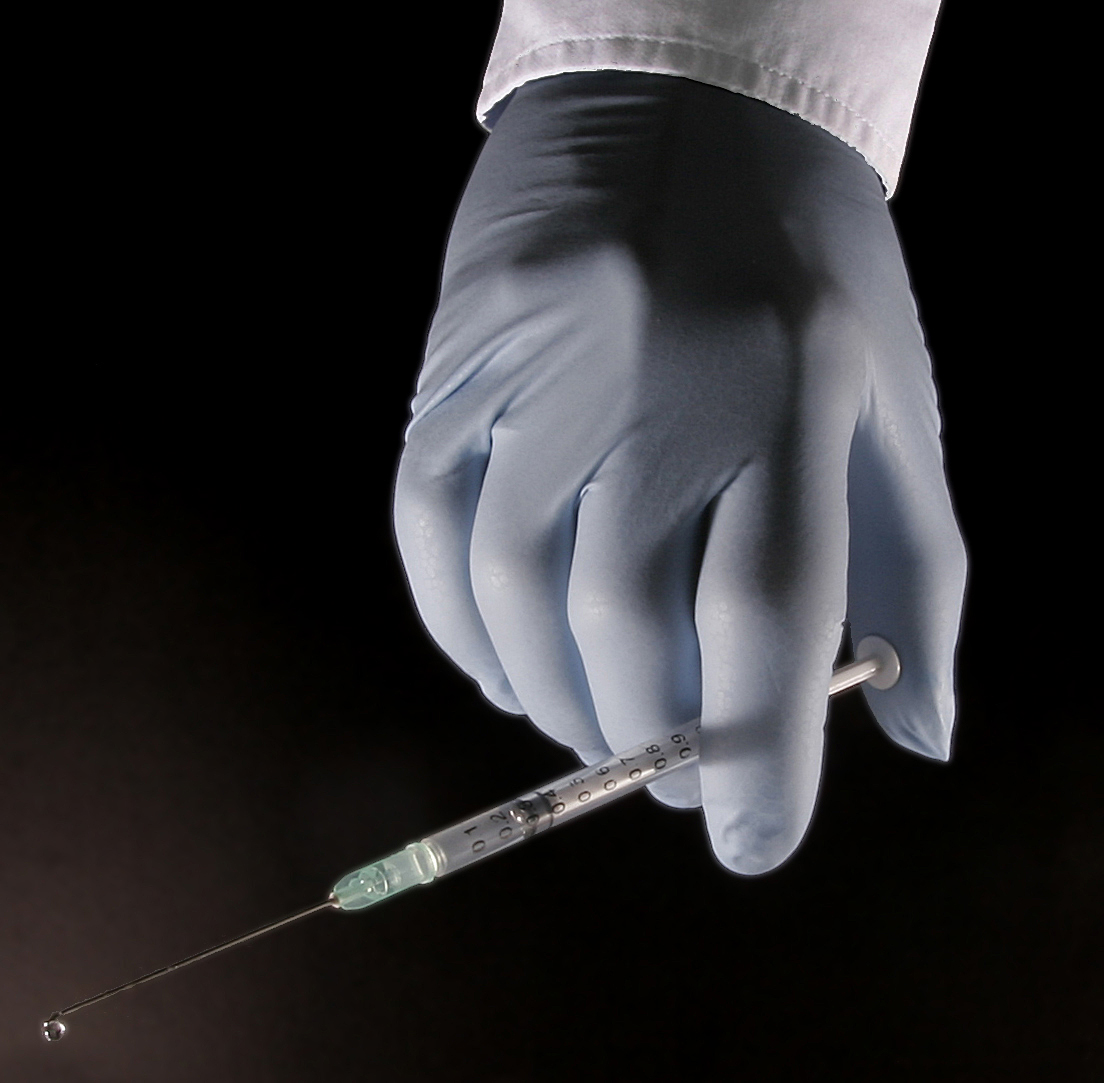
Ein Nitril-Handschuh, wie er in der Medizin verwendet wird

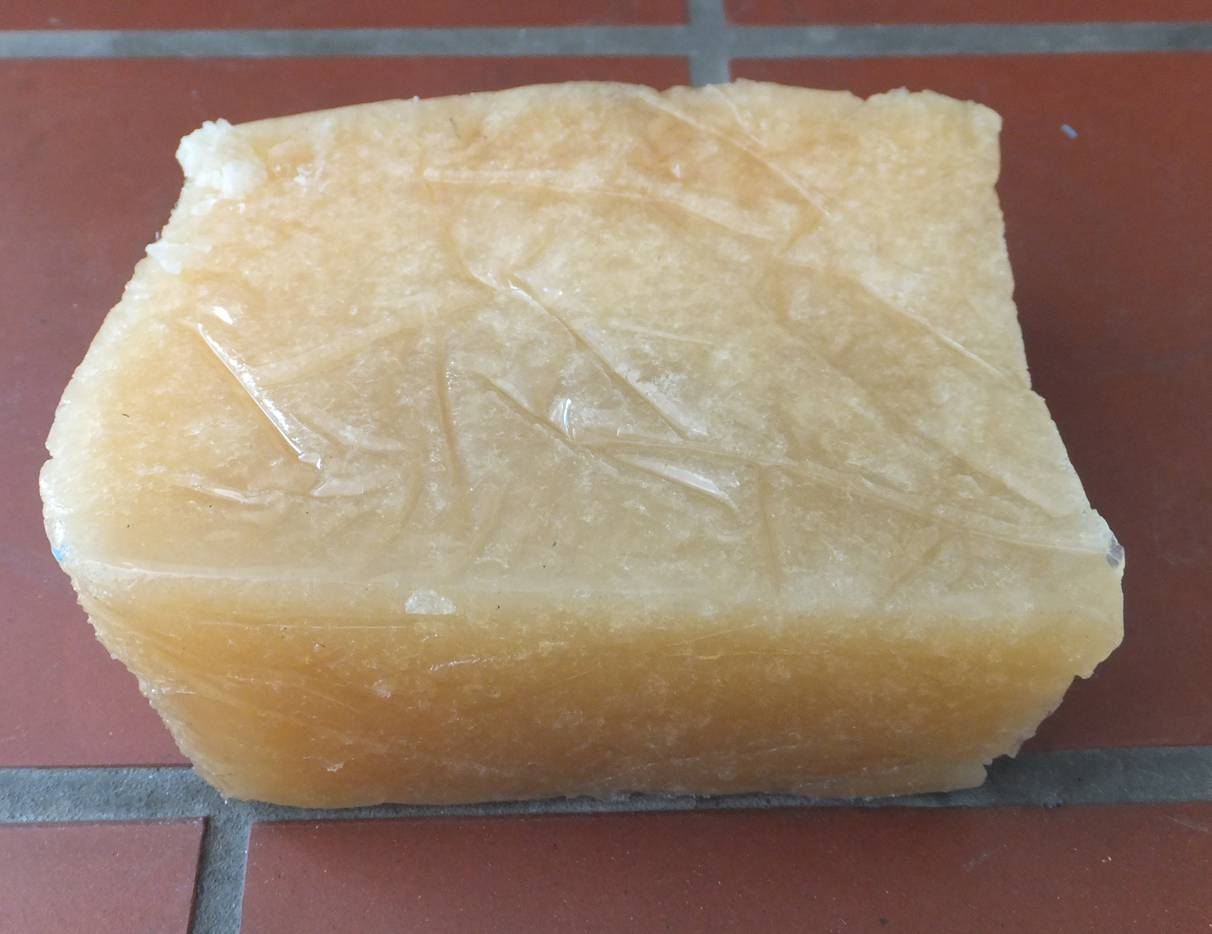
NBR-Kautschuk

## مطاط بوتادين النتريل المهدرج (HNBR)
يتم إنتاج مطاط بوتادين النتريل المهدرج (HNBR) عن طريق هدرجة NBR. يؤدي القيام بذلك إلى إزالة المجموعات الأوليفينية المعرضة للتحلل الكيميائي. عادة  يتم استخدام محفز ويلكنسون لتعزيز الهدرجة. مجموعات النتريل لا تتأثر. تحدد درجة الهدرجة نوع الفلكنة vulcanization الذي يمكن تطبيقه على البوليمر.
يُعرف HNBR أيضًا باسم النتريل عالي التشبع (HSN) ، على نطاق واسع بقوته الفيزيائية واحتفاظه بالخصائص بعد التعرض الطويل الأمد للحرارة والزيوت والمواد الكيميائية. تشمل الأسماء التجارية Zhanber (Lianda Corporation) و Therban (Arlanxeo  ) و Zetpol (Zeon Chemical). يستخدم بشكل شائع لتصنيع حلقات O لأنظمة تكييف هواء السيارات. تشمل التطبيقات الأخرى أحزمة التوقيت ، والمخمدات ، وخراطيم المؤازرة ، والأغشية ، ومانعات التسرب . 
اعتمادًا على اختيار الحشو والتحميل ، تتمتع مركبات HNBR عادةً بقوة شد تتراوح من 20 إلى 31 MPa في 23 درجة مئوية. تسمح التقنيات المركبة باستخدام HNBR على نطاق واسع من درجات الحرارة   بين  40 درجة مئوية إلى 165 درجة مئوية ، مع أدنى حد من التدهور على مدى فترات طويلة من الزمن. لأداء درجات الحرارة المنخفضة ، يجب استخدام درجات منخفضة من ACN ؛ يمكن الحصول على أداء في درجات الحرارة العالية باستخدام درجات HNBR عالية التشبع مع حشوات بيضاء. كمجموعة ، تتمتع اللدائن HNBR بمقاومة ممتازة لسوائل السيارات الشائعة (على سبيل المثال ، زيت المحرك ، سائل التبريد ، الوقود ، إلخ. ).
أدت الخصائص الفريدة وتصنيف درجات الحرارة الأعلى المنسوب إلى مطاط  بوتادين النتريل المهدرج عند مقارنتها بـ مطاط النتريل  إلى تبني HNBR على نطاق واسع في تطبيقات السيارات والصناعية والمتنوعة التي تتطلب أداءً عاليًا. على أساس الحجم ، يعتبر سوق السيارات أكبر مستهلك ، حيث يستخدم HNBR لمجموعة من الأختام والخراطيم والأحزمة الديناميكية والثابتة. تم استخدام مطاط  بوتادين النتريل المهدرج أيضًا على نطاق واسع في الختم وعدم التسريب في الصناعة لاستكشاف حقول النفط ومعالجتها ، وكذلك لفات مصانع الورق والصلب.

## مطاط النتريل بوتادين الكربوكسيل (XNBR)
نسخة بديلة من NBR هي مطاط النتريل بوتادين الكربوكسيل (XNBR). مطاط النتريل بوتادين الكربوكسيل هو عبارة عن تربوليمر من البوتادين والأكريلونيتريل وحمض الأكريليك. يقدم وجود حمض الأكريليك مجموعات حمض الكربوكسيل (RCO 2 H). تسمح هذه المجموعات بالربط المتشابك من خلال إضافة الزنك (Zn 2+ ). توجد مجموعات الكربوكسيل بمستويات 10٪ أو أقل. بالإضافة إلى هذه الروابط المتشابكة الأيونية ، يتم استخدام الفلكنة التقليدية للكبريت.

## أنظر أيضا
- قفاز طبي
- مونوفيتز بونا ويرك
- تكسير الأوزون